# NGC 5215A
NGC 5215A هو اصطدام مجري، يقع في كوكبة قنطورس. اكتشف في 3 يونيو 1836 . وقد اكتشفه جون هيرشل .

## روابط خارجية
- NGC 5215A على موقع ويكي سكاي: DSS2, SDSS, GALEX, IRAS, Hydrogen α, X-Ray, Astrophoto, Sky Map, Articles and images